# Талинское нефтяное месторождение
Талинское — нефтяное месторождение в России. Расположено в Ханты-Мансийском автономном округе. Открыто в 1976 году. Разрабатывается с 1981 года. Входит в состав Красноленинской группы.
Начальные запасы нефти составляют 0,5 млрд тонн. Залежи на глубине 2,3 — 2,7 км.
Месторождение относится к Западно-Сибирской провинции.
Оператором месторождения являлась российская нефтяная компания ТНК-BP до ноября 2013 («ТНК-Нягань»), в настоящее время
месторождение разрабатывает компания «Роснефть» («ТНК-Нягань» переименована в «РН-Няганьнефтегаз»).